# Hemipeplus marginipennis
Hemipeplus marginipennis är en skalbaggsart som först beskrevs av Leconte 1854.  Hemipeplus marginipennis ingår i släktet Hemipeplus och familjen Mycteridae. Inga underarter finns listade i Catalogue of Life.